# Apollo (Schiff, 2018)
Die Apollo ist ein Errichterschiff des Typs NG-5500X des niederländischen Unternehmens GustoMSC.

## Geschichte
Das Schiff wurde im November 2014 bei der Uljanik-Werft in Pula, Kroatien, bestellt. Es wurde unter der Baunummer 520 für das zur belgischen DEME-Gruppe gehörenden Unternehmens GeoSea gebaut. Das Schiff war das erste in Kroatien gebaute Errichterschiff. Der Bau des Schiffes begann mit dem ersten Stahlschnitt am 23. Oktober 2015. Die Kiellegung fand am 16. Dezember 2015, der Stapellauf am 4. August 2017 statt. Die Fertigstellung des Schiffes erfolgte am 8. August 2018.
2021 wurde das Schiff nach China verchartert und für den Einsatz dort in Da Qiao Xiang Yang umbenannt und unter die Flagge Chinas gebracht.

## Beschreibung
Das Schiff ist mit einem dieselelektrischen Antrieb ausgestattet. Die Propulsion erfolgt durch vier von elektrischen Motoren mit je 2555 kW Leistung angetriebenen Propellergondeln. Das Schiff verfügt über ein System zur dynamischen Positionierung. Für die Stromerzeugung stehen vier Generatorsätze, die von jeweils einem Dieselmotor mit 2688 kW Leistung und zwei Generatorsätze, die von jeweils einem Dieselmotor mit 1512 kW Leistung angetrieben werden.
Das Deckshaus befindet sich im vorderen Bereich des Schiffes. An Bord ist Platz für 92 Personen. Durch zusätzliche Unterkunftsmodule, die auf dem Deck geladen werden können, kann die Kapazität auf 150 Personen erhöht werden.
Hinter dem Deckshaus befindet sich ein offenes Deck. Hier stehen 2000 m² Fläche zur Verfügung. Das Deck kann mit bis zu 15 t/m² belastet werden. Die Tragfähigkeit des Schiffes beträgt 4500 t.
Der Arbeitskran befindet sich auf der Steuerbordseite am Heck des Schiffes. Er ist so um das Hubbein installiert, dass er sich um 360 Grad drehen kann. Der Kran kann bei 25 m Auslage 800 t heben. Ein zweiter Kran kann 10 t heben. Er dient als Hilfskran und zum Heben kleinerer Lasten.
Die Hubbeine sind 84,2 m lang. Sie können auf 106,8 m verlängert werden. Das Schiff kann als Hubplattform in bis zu 70 m tiefem Wasser operieren.
Das Schiff wurde für die Errichtung und Wartung von Offshore-Windanlagen gebaut. Es kann aber beispielsweise auch als Wohnplattform genutzt werden.